# Bembina
Bembina é um gênero de traça pertencente à família Arctiidae.